# Пушкарне (пункт контролю)
50°43′33″ пн. ш. 35°26′47″ сх. д. / 50.72583° пн. ш. 35.44639° сх. д.
Пушка́рне — пункт пропуску через державний кордон України на кордоні з Росією.
Розташований у Сумській області, Краснопільський район, поблизу села Грабовське, поблизу якого проходить автошлях місцевого значення. З російського боку знаходиться пункт пропуску «Ілек-Пеньковка», Красноярузький район, Бєлгородська область у напрямку Красної Яруги.
Вид пункту пропуску — залізничний. Статус пункту пропуску — міждержавний.
Характер перевезень — пасажирський, вантажний.
Пункт пропуску «Пушкарне» може здійснювати лише радіологічний, митний та прикордонний контроль.
Пункт пропуску «Пушкарне» входить до складу митного посту «Краснопілля» Сумської митниці. Код пункту пропуску — 80504 03 00 (22).